# Frank Faylen
Frank Faylen, pseudonimo di Frank Ruf (Saint Louis, 8 dicembre 1905 – Burbank, 2 agosto 1985), è stato un attore statunitense.

## Biografia
Iniziò la sua carriera da bambino all'Orpheum Theatre di Denver, comparendo negli spettacoli teatrali dei genitori, il duo "Ruf and Cusik", che si esibiva in tournée nei teatri di vaudeville. Frequentò le scuole primarie a Chicago e all'età di diciotto anni si diplomò al St. Joseph's Preparatory College di Kirkwood (Missouri).
Terminati gli studi intraprese definitivamente la carriera artistica sui palcoscenici e, durante una tournée a Los Angeles, si sottopose ai primi provini cinematografici, per poi iniziare a recitare sul grande schermo a partire dagli anni trenta, in una numerosa serie di ruoli di secondo piano, la maggior parte dei quali non accreditati.
Dopo aver firmato nel 1943 un contratto con la Paramount, Faylen diede una delle sue migliori interpretazioni nel dramma Giorni perduti (1945), in cui impersonò un cinico infermiere, ruolo che segnò una svolta nella sua carriera. L'anno successivo interpretò il tassista Ernie Bishop, amico di George Bailey (James Stewart), in La vita è meravigliosa (1946) di Frank Capra.
Tra i programmi televisivi in cui recitò, è da ricordare la sitcom degli anni cinquanta The Many Loves of Dobie Gillis, una serie di telefilm per teenager con il giovane Dwayne Hickman nel ruolo principale. Faylen apparve in tutti i 118 episodi della serie tra il 1959 e il 1963, nel ruolo di Herbert T. Gillis, il padre del protagonista.
Sposato dal 1928 con l'attrice Carol Hughes, la coppia ebbe due figlie, Catherine (1931) e Carol (1938), che divennero attrici. Faylen morì nel 1985: è sepolto accanto alla moglie (morta dieci anni dopo) nel San Fernando Mission Cemetery di Los Angeles.
Ha una stella sulla Hollywood Walk of Fame, al n. 6201 di Hollywood Boulevard, per il suo contributo all'industria televisiva.

## Filmografia parziale

### Cinema
- L'uomo di bronzo (Kid Galahad), regia di Michael Curtiz (1937)
- La vittima sommersa (The Case of the Stuttering Bishop), regia di William Clemens (1937)
- Vendetta (They Won't Forget), regia di Mervyn LeRoy (1937)
- Back in Circulation, regia di Ray Enright (1937)
- Smart Blonde, regia di Frank McDonald (1937)
- Vivo per il mio amore (That Certain Woman), regia di Edmund Goulding (1937)
- The Invisible Menace, regia di John Farrow (1938)
- La quadriglia dell'illusione (Four's a Crowd), regia di Michael Curtiz (1938)
- L'amico pubblico n° 1 (Too Hot to Handle), regia di Jack Conway (1938)
- Spregiudicati (Idiot's Delight), regia di Clarence Brown (1939)
- La bolgia dei vivi (You Can't Get Away with Murder), regia di Lewis Seiler (1939)
- La vita di Vernon e Irene Castle (The Story of Vernon and Irene Castle), regia di H.C. Potter (1939)
- Questo mondo è meraviglioso (It's a Wonderful World), regia di W. S. Van Dyke (1939)
- La tragedia del Silver Queen (Five Came Back), regia di John Farrow (1939)
- La tigre del mare (Thunder Afloat), regia di George B. Seitz (1939)
- Via col vento (Gone with the Wind), regia di Victor Fleming (1939)
- Strisce invisibili (Invisible Stripes), regia di Lloyd Bacon (1939)
- Furore (The Grapes of Wrath), regia di John Ford (1940)
- I fucilieri delle Argonne (The Fighting 69th), regia di William Keighley (1940)
- Il castello sull'Hudson (Castle on the Hudson), regia di Anatole Litvak (1940)
- Il romanzo di una vita (Edison, the Man), regia di Clarence Brown (1940)
- Il vendicatore (Brother Orchid), regia di Lloyd Bacon (1940)
- Strada maestra (They Drive by Night), regia di Raoul Walsh (1940)
- Non è tempo di commedia (No Time for Comedy), regia di William Keighley (1940)
- La città del peccato (City for Conquest), regia di Anatole Litvak (1940)
- Il sergente York (Sergeant York), regia di Howard Hawks (1941)
- Vieni a vivere con me (Come Live with Me), regia di Clarence Brown (1941)
- Con mia moglie è un'altra cosa (Affectionately Yours), regia di Lloyd Bacon (1941)
- Father Steps Out, regia di Jean Yarbrough (1941)
- Ribalta di gloria (Yankee Doodle Dandy), regia di Michael Curtiz (1942)
- A-Haunting We Will Go, regia di Alfred L. Werker (1942)
- L'idolo delle folle (The Pride of the Yankees), regia di Sam Wood (1942)
- Nazty Nuisance, regia di Glenn Tryon (1943)
- Mission to Moscow, regia di Michael Curtiz (1943)
- Tarzan contro i mostri (Tarzan's Desert Mystery), regia di Wilhelm Thiele (1943)
- Address Unknown, regia di William Cameron Menzies (1944)
- Un fidanzato per due (And the Angels Sing), regia di George Marshall (1944)
- Lo spettro di Canterville (The Canterville Ghost), regia di Jules Dassin (1944)
- Giorni perduti (The Lost Weekend), regia di Billy Wilder (1945)
- I forzati del mare (Two Years Before the Mast), regia di John Farrow (1946)
- A ciascuno il suo destino (To Each His Own), regia di Mitchell Leisen (1946)
- Cieli azzurri (Blue Skies), regia di Stuart Heisler (1946)
- La dalia azzurra (The Blue Dahlia), regia di George Marshall (1946)
- La vita è meravigliosa (It's a Wonderful Life), regia di Frank Capra (1946)
- Vecchia California (California), regia di John Farrow (1947)
- Mia moglie capitano (Suddenly It's Spring), regia di Mitchell Leisen (1947)
- Benvenuto straniero! (Welcome Stranger), regia di Elliott Nugent (1947)
- La storia di Pearl White (The Perils of Pauline), regia di George Marshall (1947)
- Avventura in Brasile (Road to Rio), regia di Norman Z. McLeod (1947)
- Azzardo (Hazard), regia di George Marshall (1948)
- Labbra avvelenate (Race Street), regia di Edwin L. Marin (1948)
- Sangue sulla luna (Blood on the Moon), regia di Robert Wise (1948)
- Smith il taciturno (Whispering Smith), regia di Leslie Fenton (1948)
- L'uomo del Nevada (The Nevadan), regia di Gordon Douglas (1950)
- Francis, il mulo parlante (Francis), regia di Arthur Lubin (1950)
- L'aquila e il falco (The Eagle and the Hawk), regia di Lewis R. Foster (1950)
- Condannato! (Convicted), regia di Henry Levin (1950)
- Le frontiere dell'odio (Copper Canyon), regia di John Farrow (1950)
- La quattordicesima ora (Fourteen Hours), regia di Henry Hathaway (1951)
- Pietà per i giusti (Detective Story), regia di William Wyler (1951)
- L'avventuriera di Tangeri (My Favorite Spy), regia di Norman Z. McLeod (1951)
- Nessuno mi salverà (The Sniper), regia di Edward Dmytryk (1952)
- Il nodo del carnefice (Hangman's Knot), regia di Roy Huggins (1952)
- Il temerario (The Lusty Men), regia di Nicholas Ray (1952)
- Non cercate l'assassino (99 River Street), regia di Phil Karlson (1953)
- Giarrettiere rosse (Red Garters), regia di George Marshall (1954)
- Rivolta al blocco 11 (Riot in Cell Block 11), regia di Don Siegel (1954)
- Una pistola che canta (The Lone Gun), regia di Ray Nazarro (1954)
- Gli sciacalli (The Looters), regia di Abner Biberman (1955)
- Una tigre in cielo (The McConnell Story), regia di Gordon Douglas (1955)
- Quando la gang colpisce (Terror at Midnight), regia di Franklin Adreon (1956)
- Scialuppe a mare (Away All Boats), regia di Joseph Pevney (1956)
- 7º Cavalleria (7th Cavalry), regia di Joseph H. Lewis (1956)
- Io non sono una spia (Three Brave Men), regia di Philip Dunne (1956)
- Sfida all'O.K. Corral (Gunfight at the O.K. Corral), regia di John Sturges (1957)
- Dino, regia di Thomas Carr (1957)
- Pugni, pupe e pepite (North to Alaska), regia di Henry Hathaway (1960)
- When the Boys Meet the Girls, regia di Alvin Ganzer (1965)
- Funny Girl, regia di William Wyler (1968)

### Televisione
- Squadra mobile (Racket Squad) – serie TV, episodio 1x09 (1951)
- General Electric Theater – serie TV, episodio 4x07 (1955)
- Telephone Time – serie TV, episodio 3x17 (1957)
- Maverick – serie TV, episodio 1x15 (1958)
- Ricercato vivo o morto (Wanted: Dead or Alive) – serie TV, episodio 1x06 (1958)
- Man with a Camera – serie TV, episodio 1x06 (1958)
- The Many Loves of Dobie Gillis – serie TV, 118 episodi (1959-1963)
- La grande avventura (The Great Adventure) – serie TV, episodio 1x10 (1963)
- Mamma a quattro ruote (My Mother the Car) – serie TV, episodi 1x12-1x26 (1965-1966)
- Quincy – serie TV, episodio 3x16 (1978)

## Doppiatori italiani
- Lauro Gazzolo in Azzardo, Pietà per i giusti, 7° Cavalleria
- Gualtiero De Angelis in Giorni perduti
- Giorgio Capecchi in Cieli azzurri
- Alberto Sordi in La vita è meravigliosa
- Bruno Persa in Sangue sulla luna, Gli sciacalli
- Manlio Busoni in Sfida all'O.K. Corral